# 范崙
范崙（1534年—1608年），字子大，號艮山，直隸鎮江府丹徒縣人，民籍，明朝政治人物。

## 生平
嘉靖三十七年（1558年）戊午科應天府鄉試第五十六名舉人。嘉靖四十四年（1565年）中式乙丑科會試第二十三名，三甲第八十八名進士。礼部观政，本年六月授嘉兴知县，隆慶二年（1568年）六月升岳州府同知，四年十二月升福建佥事，丁忧。万历二年（1574年）七月復除四川佥事，五年七月升本省右参议，八年正月升副使，十一年二月升云南参政，十四年八月升贵州按察使，十七年正月升云南右布政，四月升贵州左布政使。二十一年（1593年）五月升光禄寺卿，二十二年五月升太常寺卿，二十六年八月升通政使，二十九年三月升南京工部右侍郎，三十二年四月以九年考满升本部尚书，三十四年卒，十月贈太子少保，赐祭葬如例。

## 家族
曾祖范祚，通判；祖父范棨，累赠太常寺卿；承继祖范杲，庠生；父范曉，累赠太常寺卿；母曹氏，累赠夫人。弟范峒、范岱（知县）、范峋、范峻，俱庠生。